# Конир (Алакольський район)
Кони́р (каз. Қоңыр) — село у складі Алакольського району Жетисуської області Казахстану. Входить до складу Акжарського сільського округу.
У радянські часи село називалось Надеждовка.
Населення — 731 особа (2021; 754 у 2009, 1013 у 1999, 1148 у 1989).